# Celeus grammicus
Celeus grammicus là một loài chim trong họ Picidae.